# Zagłębie Lubin (handball féminin)
Ne doit pas être confondu avec la MKS Lublin. Voir aussi les sections de handball masculin ou de football.
Le Zagłębie Lubin est la section féminine de handball du club omnisports polonais du Zagłębie Lubin, basé à Lubin.

## Palmarès
compétitions internationales
- demi-finaliste de la coupe des Coupes (C2) en 2002
- demi-finaliste de la Coupe de l'EHF (C3) en 2001

compétitions nationales
- Championnat de Pologne
  - vainqueur (4) en 2011, 2021, 2022, 2023
  - vice-champion (13) en 1995, 2000, 2002, 2006, 2009, 2010, 2012, 2013, 2014, 2017, 2018, 2019, 2020
- Coupe de Pologne
  - vainqueur (8) en 2009, 2011, 2013, 2017, 2019, 2020, 2021, 2023
  - finaliste en 2006, 2010, 2014, 2015 et 2022

## Joueuses célèbres
- Vanessa Jelic, de 2010 à 2014